# Kanton Réalmont
Kanton Réalmont is een voormalig kanton van het Franse departement Tarn. Kanton Réalmont maakte deel uit van het arrondissement Albi en telde 
7834 inwoners in 1999. Het werd opgeheven bij decreet van 17 februari 2014 met uitwerking op 22 maart 2015.

## Gemeenten
Het kanton Réalmont omvatte de volgende gemeenten:
- Dénat
- Fauch
- Labastide-Dénat
- Laboutarie
- Lamillarié
- Le Travet
- Lombers
- Orban
- Poulan-Pouzols
- Réalmont (hoofdplaats)
- Ronel
- Roumégoux
- Saint-Antonin-de-Lacalm
- Saint-Lieux-Lafenasse
- Sieurac
- Terre-Clapier